# Птах (фільм, 1990)
«Птах» — радянський художній фільм 1990 року, знятий режисером Алішером Сулейменовим.

## Сюжет
Знеціненість людської індивідуальності в суспільстві, з яким впритул зустрічається молодий чоловік — так коротко можна описати пропонований ідейний контекст фільму.

## У ролях
- Оралбай Галимжанов — головна роль
- Гульжан Калимбаєва — головна роль

## Знімальна група
- Режисер — Алішер Сулейменов
- Сценарист — Алішер Сулейменов
- Оператор — Марат Тохтабакієв
- Композитор — Алішер Сулейменов